# Ґосьцерадз (Куявсько-Поморське воєводство)
Ґосьцерадз (пол. Gościeradz, нім. Schmiedenau) — село в Польщі, у гміні Короново Бидґозького повіту Куявсько-Поморського воєводства.
Населення — 405 осіб (2011).
У 1975-1998 роках село належало до Бидгощського воєводства.

## Демографія
Демографічна структура станом на 31 березня 2011 року:
|          | Загалом | Допрацездатний вік | Працездатний вік | Постпрацездатний вік |
| -------- | ------- | ------------------ | ---------------- | -------------------- |
| Чоловіки | 206     | 51                 | 133              | 22                   |
| Жінки    | 199     | 38                 | 117              | 44                   |
| Разом    | 405     | 89                 | 250              | 66                   |